# Paranthias
Paranthias is een geslacht van straalvinnige vissen uit de familie van zaag- of zeebaarzen (Serranidae).

## Soorten
- Paranthias colonus (Valenciennes, 1846)
- Paranthias furcifer (Valenciennes, 1828)